# Evelyn Venable
Pour les articles homonymes, voir Venable (homonymie).
Evelyn Venable est une actrice américaine née le 18 octobre 1913 à Cincinnati, Ohio (États-Unis), morte le 15 novembre 1993 à Coeur d'Alene (Idaho).

## Filmographie
- 1933 : Cradle Song : Teresa
- 1934 : David Harum : Ann Madison
- 1934 : La mort prend des vacances (Death Takes a Holiday) de Mitchell Leisen : Grazia
- 1934 : Double Door : Anne Darrow
- 1934 : Mrs. Wiggs of the Cabbage Patch de Norman Taurog : Lucy Olcott
- 1935 : Le Démon de la politique (The County Chairman) de John G. Blystone : Lucy Rigby
- 1935 : Le Petit Colonel (The Little Colonel) de David Butler : Elizabeth Lloyd Sherman
- 1935 : Vagabond Lady : Miss Josephine 'Jo' Spiggins
- 1935 : Désirs secrets (Alice Adams) : Mildred 'Georgette' Palmer
- 1935 : Streamline Express de   Leonard Fields : Patricia Wallace
- 1935 : Harmony Lane (en) de Joseph Santley : Susan Pentland
- 1936 : Star for a Night : Anna Lind
- 1936 : Happy Go Lucky : Mary Gorham
- 1937 : Racketeers in Exile : Myrtle Thornton
- 1937 : North of Nome (en) de William Nigh  : Camilla
- 1938 : My Old Kentucky Home : Lisbeth Calvert
- 1938 : Hollywood Stadium Mystery (en) de David Howard : Pauline Ward
- 1938 : Female Fugitive : Peggy Mallory
- 1938 : The Headleys at Home : Pamela Headley
- 1938 : The Frontiersmen (en) de Lesley Selander : June Lake
- 1939 : Heritage of the Desert de Lesley Selander : Miriam Naab
- 1940 : Pinocchio (Pinocchio), film d'animation de Hamilton Luske et Ben Sharpsteen : la fée bleue (voix)
- 1940 : Lucky Cisco Kid (en) : Emily Lawrence
- 1943 : He Hired the Boss : Emily Conway